# Premium Plaza
Premium Plaza este o clădire de birouri din București.
Este amplasată în Piața Victoriei, la intersecția Bulevardului Nicolae Titulescu cu Strada Dr. Iacob Felix.
Are o suprafață închiriabilă de 8.645 de metri pătrați desfășurați pe 16 niveluri.
Clădirea a fost dezvoltată de compania Premiumred, divizia de dezvoltări imobiliare a Investkredit din cadrul grupului Volksbank și a fost inaugurată în anul 2008.